# Neusinha Brizola
Neusa Maria "Neusinha" Goulart Brizola  (Porto Alegre, 20 de novembro de 1954 — Rio de Janeiro, 27 de abril de 2011), foi uma cantora e compositora brasileira.

## Biografia e carreira
Era filha do ex-governador do Rio Grande do Sul e do Rio de Janeiro, Leonel Brizola, e sobrinha do ex-presidente da República, João Goulart.
Fez sucesso na década de 1980 ao lançar hits new wave, como a música "Mintchura", produzida por Paulo Coelho e escrita em parceria com o compositor e guitarrista gaúcho Joe Euthanázia, morto em 1989 num acidente de carro. Em 1983 fez um ensaio fotográfico para a Revista Playboy, mesmo contrariando a opinião do seu pai, então governador do estado do Rio de Janeiro, que impediu a publicação das fotos.
Seu primeiro LP foi lançado neste ano. Em 1984 participou da trilha sonora do programa musical infantil Plunct, Plact, Zuuum, da Rede Globo, emissora para a qual também compôs algumas trilhas sonoras de novelas, como Transas e Caretas, e para o cinema, em filmes como As Sete Vampiras. Na campanha Diretas Já, lançou a música "Diretcha", em compacto simples.
Sem atingir o mesmo nível de sucesso depois de "Mintchura", é considerada uma one-hit wonder.
Morreu aos 56 anos de idade, de complicações pulmonares decorrentes de uma hepatite.
Em 2014, foi lançada a biografia Neusinha Brizola – Sem Mintchura, da Editora Interface Olympus, escrita pelo jornalista Lucas Nobre e pelo escritor Fábio Fabrício Fabretti, com autorização e ajuda da própria biografada.